# Кастель-Ритальди
Касте́ль-Рита́льди (итал. Castel Ritaldi) — коммуна в Италии, располагается в области Умбрия, подчиняется административному центру Перуджа.
Население составляет 3071 человек, плотность населения составляет 140 чел./км². Коммуна занимает площадь 22 км². Почтовый индекс — 6044. Телефонный код — 0743.
Покровительницей коммуны почитается святая Марина из Вифинии, празднование в воскресение после 15 августа.